# 名古屋中郵便局
名古屋中郵便局（なごやなかゆうびんきょく）は、愛知県名古屋市中区大須にある郵便局である。民営化前の分類では集配普通郵便局であった。

## 概要
住所：〒460-8799 愛知県名古屋市中区大須3-1-10

### 併設施設
ゆうちょ銀行東海エリア本部・名古屋支店 - 東海4県（愛知県、岐阜県、三重県、静岡県）に所在する直営店を受け持つ統括店である。
なお、かんぽ生命保険名古屋支店は愛知県名古屋市中区丸の内の日本郵政グループ名古屋ビルに設置されている。
民営化前は当局に「名古屋中郵便局共通事務センター」が置かれていた。
局舎の一部フロアをMonotaROに貸出し、同社の物流センターが置かれている。

### 分室
分室はなし。過去に存在した分室は以下のとおり。
- 名古屋逓信局内分室 - 1920年（大正9年）に廃止。
- 逓信局内分室、外堀分室、飛行場分室 - 1942年（昭和17年）、名古屋中央郵便局の所属に変更。
- 貯金保険分室 - 1945年（昭和20年）に廃止。
- 通信局内分室、栄町分室 - 1956年（昭和31年）、名古屋中央郵便局の所属に変更。

## 沿革
- 1871年4月20日（明治4年3月1日） - 日本の近代郵便制度の創設とともに、名古屋郵便取扱所として開設[1]。
- 1873年（明治6年）4月1日 - 名古屋郵便役所となる[1]。
- 1875年（明治8年）1月1日 - 名古屋郵便局（二等）となる。翌日より為替取扱を開始[1]。
- 1877年（明治10年）3月25日 - 貯金取扱を開始[1]。
- 1885年（明治18年） - 電信取扱を開始[1]。
- 1887年（明治20年）6月1日 - 名古屋郵便電信局となる[2]。
- 1891年（明治24年）10月28日 - 濃尾地震により煉瓦造りの局舎が瞬時に崩壊[3]。
- 1903年（明治36年）4月1日 - 通信官署官制の施行に伴い名古屋郵便局となる[4]。
- 1919年（大正8年）11月5日 - 名古屋逓信局内に名古屋逓信局内分室を設置[5]。
- 1920年（大正9年）11月14日 - 名古屋逓信局内分室を廃止[6]。
- 1930年（昭和5年）2月1日 - 東区針屋町三丁目に保険分室を設置[7]。
- 1934年（昭和9年）10月1日 - 飛行場分室を設置[8]。
- 1938年（昭和13年）4月21日 - 名古屋逓信局内に逓信局内分室を設置[9]。
- 1940年（昭和15年）7月6日 - 西区南外堀町六丁目に外堀分室を設置[10]。
- 1941年（昭和16年）10月1日 - 飛行場分室を移転[11]。
- 1942年（昭和17年）3月1日 - 名古屋栄郵便局に改称[12]。逓信局内分室、外堀分室及び飛行場分室を名古屋中央郵便局の所属に変更[13]。
- 1944年（昭和19年）5月8日 - 栄区栄町から中区門前町一丁目に移転、名古屋中郵便局に改称[14]。 保険分室を栄区住吉町に移転、貯金保険分室に改称[15]。
- 1945年（昭和20年）4月1日 - 貯金保険分室を廃止[16]。
- 1950年（昭和25年）5月1日 - 中区米浜町の東海電気通信局内に通信局内分室を設置[17]。
- 1953年（昭和28年）4月1日 - 中区栄町三丁目に栄町分室を設置。当該分室では外国郵便物の引受と郵便切手類および印紙の売捌を取扱う。
- 1956年（昭和31年）11月5日 - 栄町分室、通信局内分室および集配業務を名古屋中央郵便局に移管。
- 1964年（昭和39年）6月29日 - 郵便物集配、電話通話および和文電報受付事務を開始。
- 1993年（平成5年）7月1日 - 外国通貨の両替および旅行小切手の売買に関する業務取扱を開始。
- 2007年（平成19年）10月1日 - 民営化に伴い、名古屋中郵便局共通事務センターを廃止。ならびに併設された郵便事業名古屋中支店、ゆうちょ銀行名古屋支店に一部業務を移管。
- 2012年（平成24年）10月1日 - 日本郵便株式会社発足に伴い、郵便事業名古屋中支店を名古屋中郵便局に統合。

## 取扱内容

### 名古屋中郵便局
- 郵便、印紙、ゆうパック、内容証明
- 生命保険、バイク自賠責保険、自動車保険、がん保険、引受条件緩和型医療保険
- 地方公共団体事務（名古屋市バス利用券、名古屋市電車利用券等の交付）
- 「460-00xx」区域（名古屋市中区）の配達業務（同区内の取集業務の一部は名古屋神宮郵便局が担当している）
- ゆうゆう窓口（平日7:00～21:00 土日祝7:00～18:00）

### ゆうちょ銀行名古屋支店
- 貯金、貸付、為替、振替、振込、国際送金、国債、投資信託、確定拠出年金、変額年金保険
- ATM

## 風景印
図柄は金の鯱と名古屋テレビ塔、大須観音本堂。局名表記は「名古屋中」である。
使用開始日は1993年（平成5年）11月22日である。

## 周辺
- 白川公園
  - 名古屋市科学館
  - 名古屋市美術館
- テレビ愛知
- 松坂屋名古屋店
- 若宮八幡社

## アクセス
- 名古屋市営地下鉄名城線 矢場町駅もしくは名古屋市営地下鉄鶴舞線 大須観音駅から徒歩で約10分。
- 名古屋市営バス「若宮」停留所下車。
- 名古屋高速2号東山線 白川出入口から東へ約500m。
- 若宮大通沿い
- 駐車場あり：9台